# Soleb
Soleb ist eine archäologische Fundstätte in Nubien, dem heutigen Sudan. Der Ort liegt etwa 500 Kilometer südlich von Assuan zwischen dem zweiten und dritten Nilkatarakt auf der Westseite des Flusses.
Der Ort besitzt einen großen Tempel aus Sandstein, der unter Amenophis III. errichtet worden ist. Es ist der bisher südlichste bekannte Tempel dieses Königs. Er war dem Gott Amun-Re und dem Herrscher selbst geweiht. Architekt war Amenophis, Sohn des Hapu.

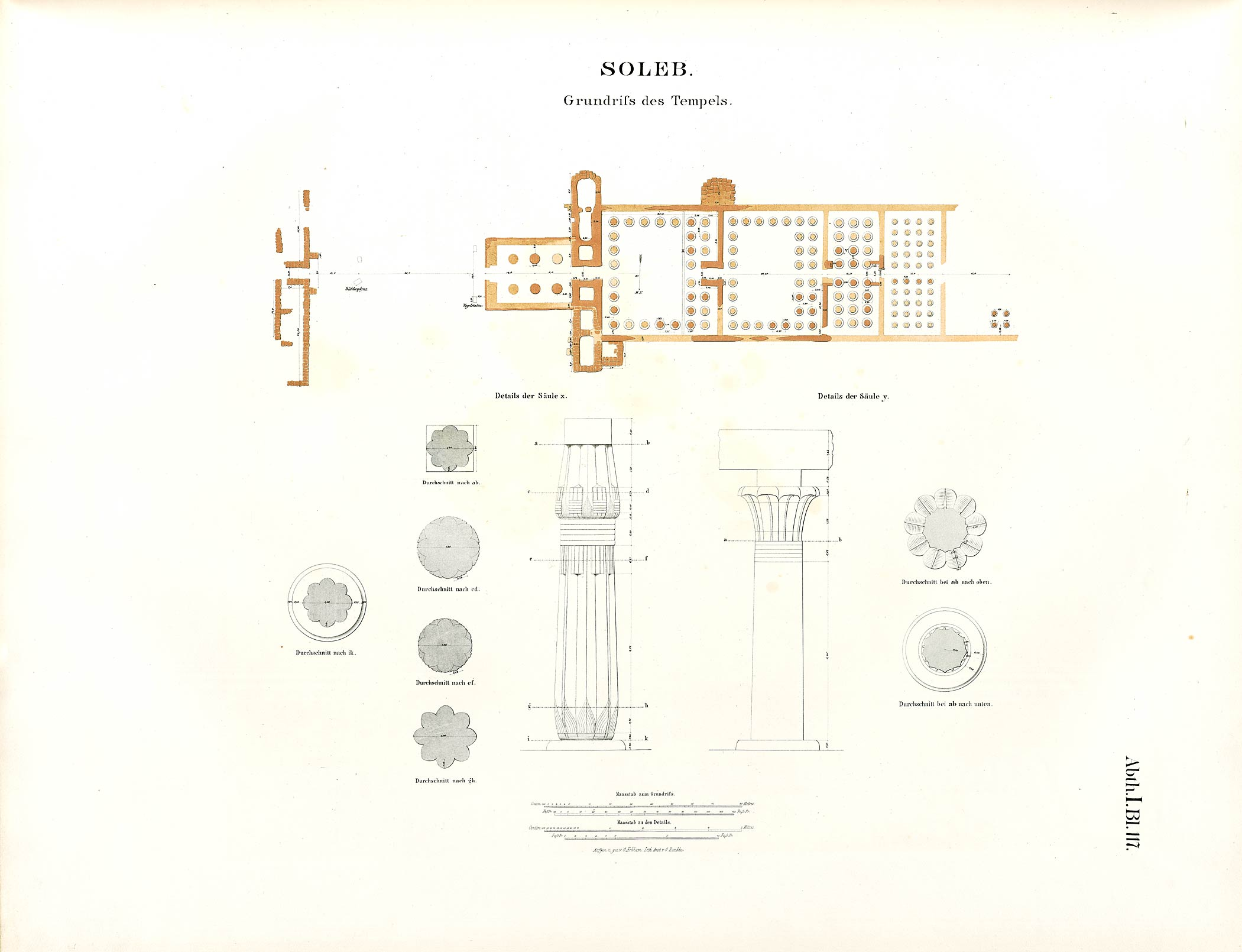
Plan der Ausgrabungsstätte von Lepsius
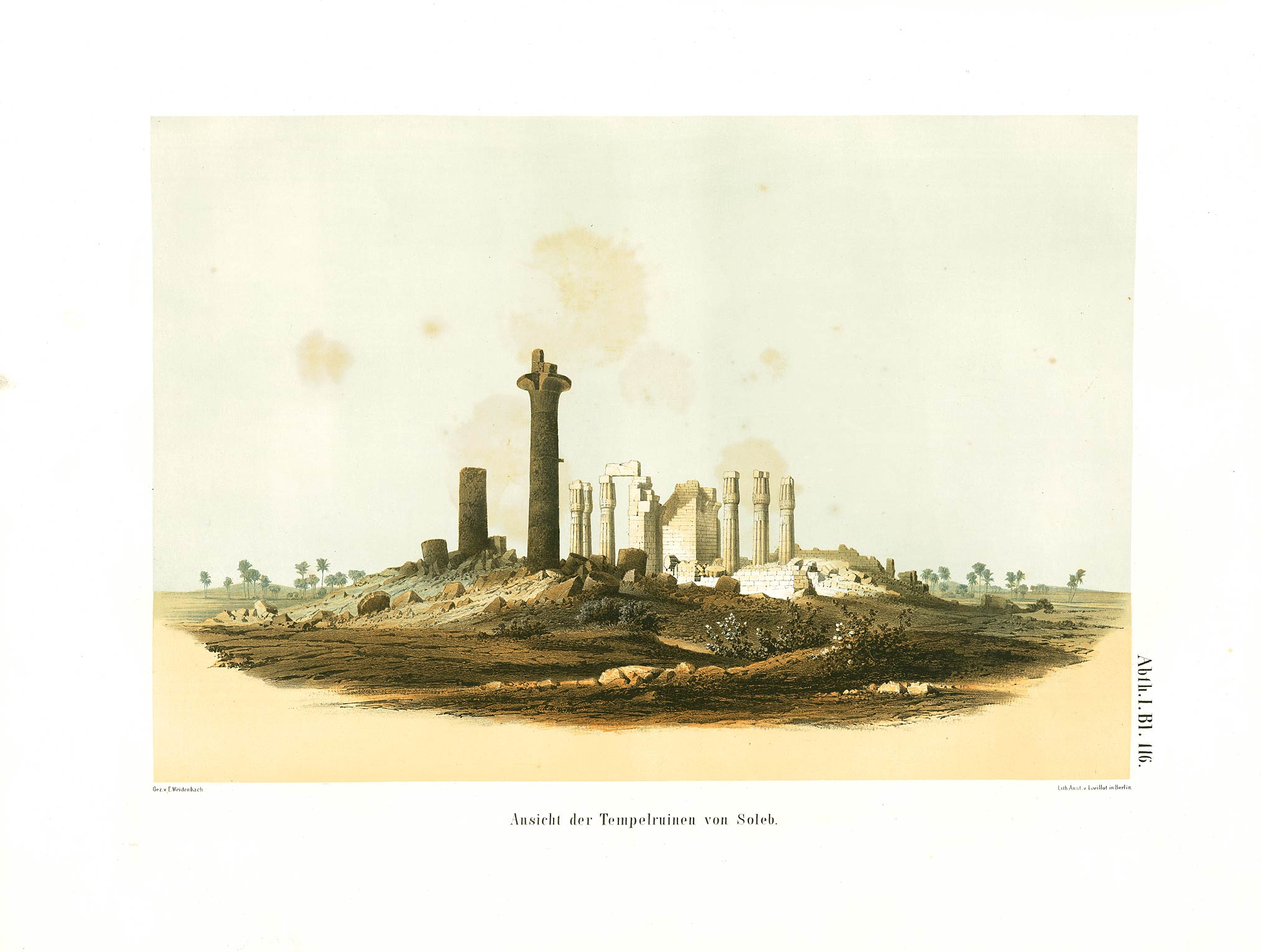
Ansicht der Tempelruinen im 19. Jahrhundert
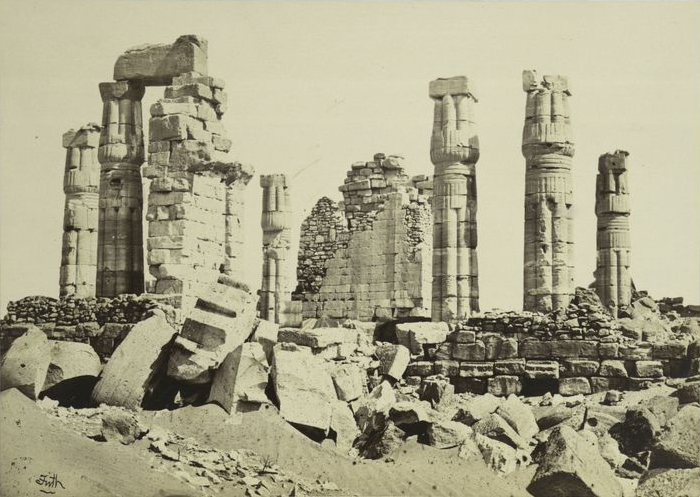
Ansicht des Säulengangs des Tempels im 19. Jahrhundert
Völker mit Wurfholzsymbol: Soleb-Säuleninschriften

Bei der Stadt fanden sich auch ausgedehnte Nekropolen dieser Zeit mit kleinen Grabkapellen, die mit Pyramiden dekoriert waren. Die Gräber datieren vor allem in die 18. Dynastie. Einige wenige Funde stammen aus ramessidischer und meroitischer Zeit.